# Diocesi di Montelíbano
La diocesi di Montelíbano (in latino Dioecesis Monslibanensis) è una sede della Chiesa cattolica in Colombia suffraganea dell'arcidiocesi di Cartagena. Nel 2023 contava 268.830 battezzati su 336.530 abitanti. È retta dal vescovo Farly Yovany Gil Betancur.

## Territorio
La diocesi comprende 7 comuni del dipartimento colombiano di Córdoba: Ayapel, Buenavista, La Apartada, Montelíbano, Puerto Libertador, San José de Uré, Tierralta.
Sede vescovile è la città di Montelíbano, dove si trova la cattedrale della Santa Croce.
Il territorio si estende su una superficie di 11.621 km² ed è suddiviso in 20 parrocchie, raggruppate in 4 vicariati: Nuestra Señora del Carmen, San Juan María Vianney, San Jerónimo e San Pedro Claver.

## Storia
La prelatura territoriale dell'Alto Sinú fu eretta il 25 aprile 1969 con la bolla Ex quo Deo di papa Paolo VI, ricavandone il territorio dal vicariato apostolico di San Jorge e dalla diocesi di Montería.
Il 29 dicembre 1998, per effetto della bolla Ministerium totius di papa Giovanni Paolo II, la prelatura territoriale dell'Alto Sinú è stata elevata al rango di diocesi con il nome attuale.

## Cronotassi
Si omettono i periodi di sede vacante non superiori ai 2 anni o non storicamente accertati.
- Alfonso Sánchez Peña, C.M.F. † (28 luglio 1969 - 16 febbraio 1989 ritirato)
- Flavio Calle Zapata (16 febbraio 1989 - 16 febbraio 1993 nominato vescovo di Sonsón-Rionegro)
- Julio César Vidal Ortiz (16 dicembre 1993 - 31 ottobre 2001 nominato vescovo di Montería)
- Edgar de Jesús García Gil (28 ottobre 2002 - 24 maggio 2010 nominato vescovo di Palmira)
- Luis José Rueda Aparicio (2 febbraio 2012 - 19 maggio 2018 nominato arcivescovo di Popayán)[1]
- Farly Yovany Gil Betancur, dal 4 marzo 2020

## Statistiche
La diocesi nel 2023 su una popolazione di 336.530 persone contava 268.830 battezzati, corrispondenti al 79,9% del totale.
| anno | popolazione | popolazione | popolazione | presbiteri | presbiteri | presbiteri | presbiteri                | diaconi | religiosi | religiosi | parrocchie |
| anno | battezzati  | totale      | %           | numero     | secolari   | regolari   | battezzati per presbitero | diaconi | uomini    | donne     | parrocchie |
| ---- | ----------- | ----------- | ----------- | ---------- | ---------- | ---------- | ------------------------- | ------- | --------- | --------- | ---------- |
| 1950 | 97.921      | 97.995      | 99,9        | 17         | 17         |            | 5.760                     |         |           | 50        | 9          |
| 1966 | 280.000     | 295.000     | 94,9        | 46         | 11         | 35         | 6.086                     |         |           | 114       | 27         |
| 1976 | 132.000     | 135.000     | 97,8        | 13         | 4          | 9          | 10.153                    |         | 13        | 24        | 7          |
| 1980 | 140.000     | 141.800     | 98,7        | 11         | 4          | 7          | 12.727                    |         | 11        | 27        | 8          |
| 1987 | 217.000     | 222.000     | 97,7        | 16         | 8          | 8          | 13.562                    |         | 9         | 37        | 10         |
| 1999 | 205.806     | 272.000     | 75,7        | 27         | 23         | 4          | 7.622                     |         | 4         | 47        | 15         |
| 2000 | 205.806     | 272.000     | 75,7        | 29         | 25         | 4          | 7.096                     |         | 4         | 47        | 15         |
| 2001 | 206.700     | 273.000     | 75,7        | 31         | 27         | 4          | 6.667                     |         | 4         | 47        | 15         |
| 2002 | 207.000     | 276.000     | 75,0        | 29         | 25         | 4          | 7.137                     |         | 4         | 47        | 15         |
| 2003 | 205.000     | 274.000     | 74,8        | 28         | 24         | 4          | 7.321                     |         | 4         | 46        | 16         |
| 2004 | 225.000     | 243.000     | 92,6        | 26         | 23         | 3          | 8.653                     |         | 3         | 59        | 16         |
| 2013 | 289.000     | 311.000     | 92,9        | 31         | 29         | 2          | 9.322                     |         | 2         | 19        | 19         |
| 2016 | 298.000     | 327.924     | 90,9        | 37         | 35         | 2          | 8.054                     |         | 2         | 22        | 19         |
| 2019 | 264.800     | 331.500     | 79,9        | 36         | 34         | 2          | 7.355                     |         | 2         | 20        | 25         |
| 2021 | 262.750     | 328.924     | 79,9        | 34         | 34         |            | 7.727                     |         | 3         | 20        | 20         |
| 2023 | 268.830     | 336.530     | 79,9        | 37         | 37         |            | 7.265                     |         |           | 12        | 20         |